# Tachograf

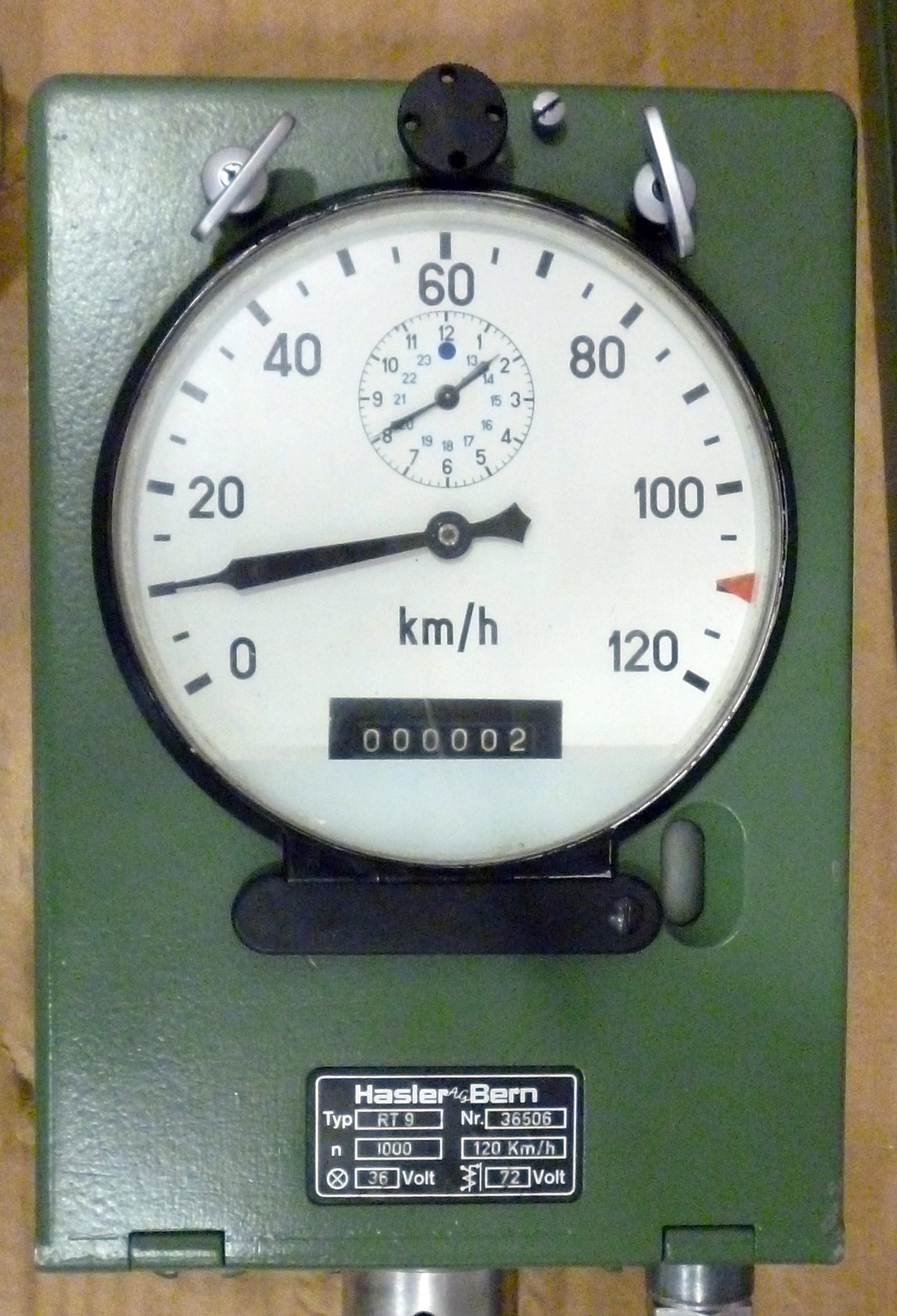
Tachograf analogowy, stosowany w pojazdach kolejowych w Polsce

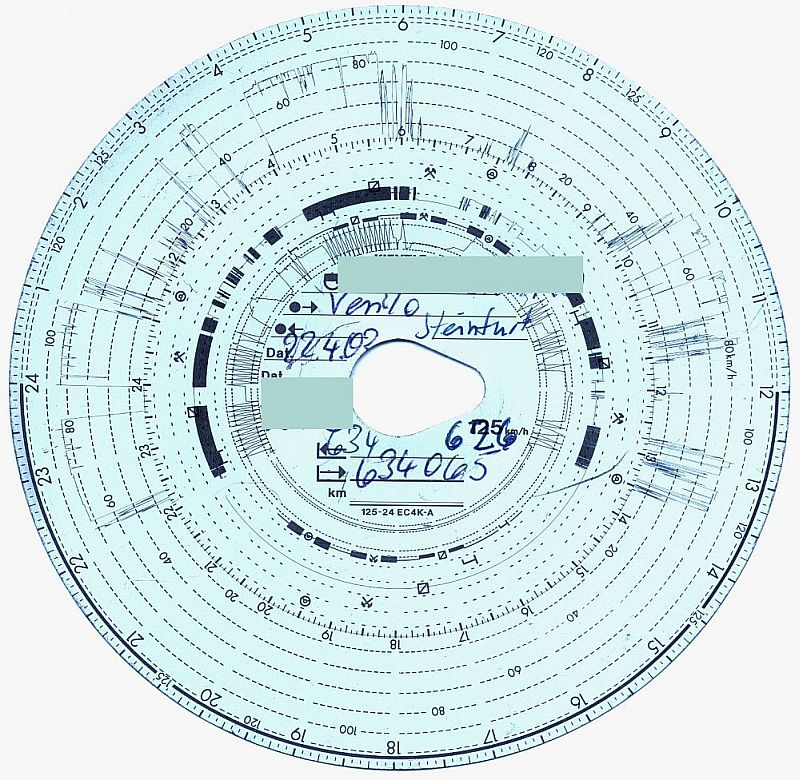
Przykład tarczy papierowej z tachografu

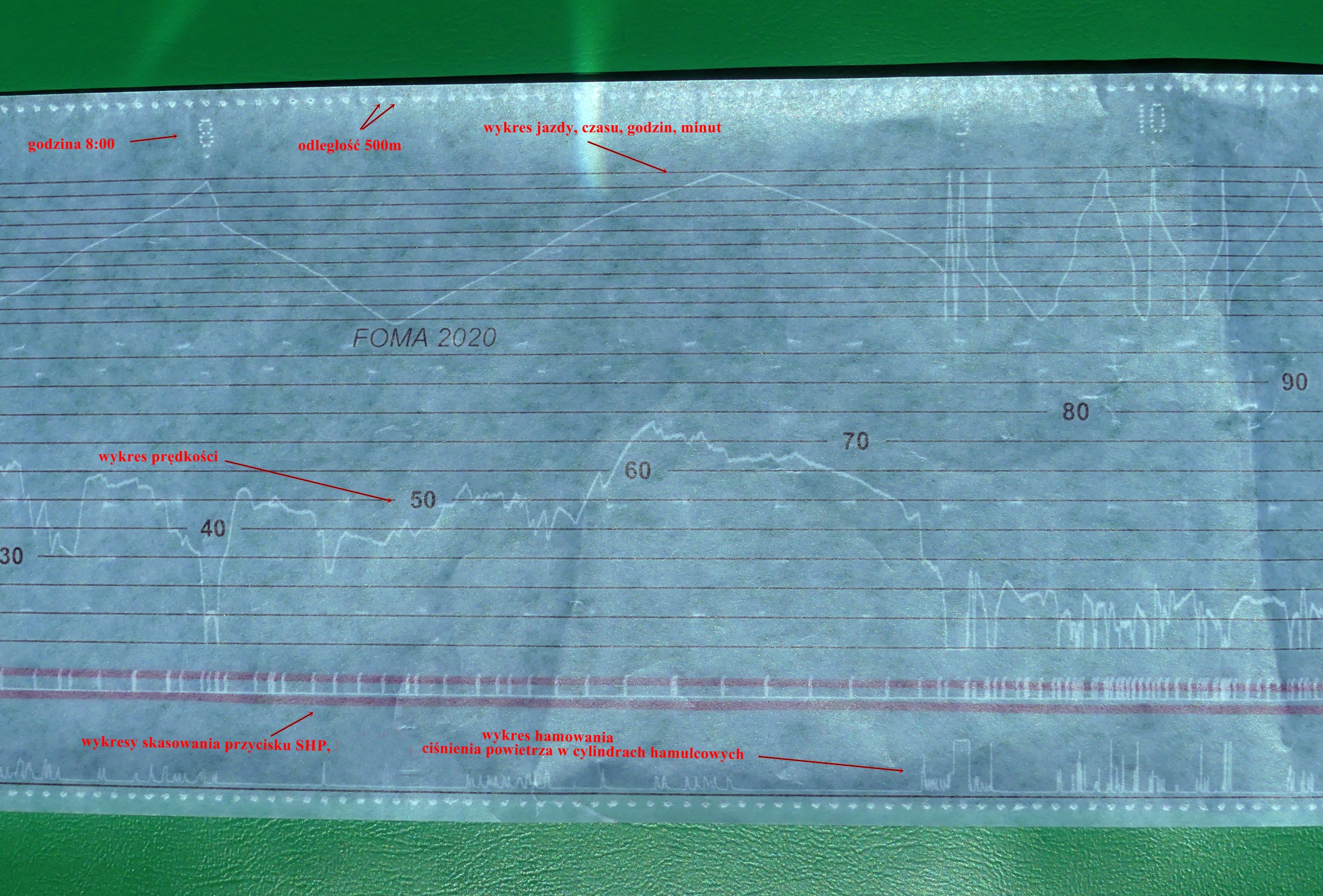
Taśma tachografu pojazdu szynowego

Tachograf (gr. tachos – prędkość + grapho – pisać) – urządzenie rejestrujące funkcjonowanie pojazdu, w tym wskazania prędkościomierza. Tachograf rejestruje w funkcji czasu: przejechaną przez pojazd drogę, jego chwilową prędkość oraz aktywność kierowcy, czyli okresy jego jazdy, innej pracy, dyżuru (oczekiwania) i odpoczynku. Niektóre tachografy posiadają możliwość rejestracji innych parametrów, np. obrotów silnika.
Ze względu na bezpieczeństwo na drogach, wiele państw wprowadziło ograniczenia czasu pracy kierowców pewnych kategorii pojazdów, takich jak np. autobusy (pojazdy o DMC powyżej 10 t, technicznie przystosowane do przewozu więcej niż 9 osób) czy ciężarówki (o DMC powyżej 12 t). Przy egzekwowaniu tego typu restrykcji pomocny jest tachograf, którego zapisy służą do określenia czasu pracy kierowcy.

## Podział tachografów
1. Tachografy analogowe – modele różnią się między sobą: sposobem napędu, działaniem (automatyczne lub półautomatyczne), zakresem pomiarowym, liczbą obsługiwanych wykresówek, sposobem umieszczenie wykresówki, sposobem rejestracji danych, napięciem zasilania.
  - EKKTCO1380
  - Siemens VDO FTCO 1319
  - KIenzle 1324
  - Veeder-root 2416MAC
2. Tachografy cyfrowe[1]
  - SiemensVDO DTCO1381
  - Stoneridge SE5000
  - Actia Smartach
  - Efkon Efas-3

Tachografy analogowe rejestrują dane na woskowanych dyskach papierowych. Jak każde urządzenie, są one podatne na fałszowanie. W celu ograniczenia fałszowania zapisów wprowadzono tachografy cyfrowe, które zapisują dane w swojej wewnętrznej pamięci oraz na zewnętrznych kartach chipowych.
Na terenie Unii Europejskiej tachografy zostały uznane za obowiązkowe wyposażenie na podstawie rozporządzenia 3821/85 z 20 grudnia 1985, które weszło w życie 29 września 1986. Konwencja AETR regulująca używanie tachografów weszła w życie 31 lipca 1985. Przepisy UE i umowa AETR wprowadziły obowiązek rejestracji danych w transporcie drogowym w pojazdach ciężarowych lub zespołach pojazdów o DMC powyżej 3,5 t oraz w autobusach przewożących więcej niż 9 osób, łącznie z kierowcą. Od 2018 r. w Polsce obowiązuje ustawa z dnia 5 lipca 2018 r. o tachografach (Dz.U. z 2024 r. poz. 1037).

## Zakłócenia zapisu pracy tachografu
Wraz z upowszechnieniem się tachografów rosnąca konkurencja na rynku transportowym spowodowała pojawienie się urządzeń zakłócających pomiar i zapis aktywności kierowcy. Produkcja i montaż tego typu urządzeń jest nielegalna. Skutkiem ubocznym zakłócenia działania tachografu jest: brak informacji na temat prędkości pojazdu, systemy ABS, ASR nie funkcjonują, aktywność kierowcy nie jest rejestrowana. Tarczka tachografu i tachograf, według artykułu 115 § 14 kodeksu karnego, są dokumentem stanowiącym dowód prawa. Stosowanie wyłączników jest przestępstwem przeciwko wiarygodności dokumentów (art. 270-277 Kodeksu karnego). Jeśli takie przestępstwo zostanie wykryte, kierowca otrzymuje karę w wysokości 2 tys. zł, a przedsiębiorca – 5 tys. zł.